# Gouvernorat de Beheira
Le gouvernorat de Beheira est un gouvernorat de l'Égypte, situé dans le nord du pays, près du delta du Nil
Sa capitale est Damanhur.

## Géographie
Le gouvernorat est situé à l'Est de la branche Rashid (Rosette) du Nil est occupe presque la totalité de la partie du delta du Nil qui est située à l'Est de cette branche du fleuve qui constitue la moitié nord du gouvernorat et où se situe la capitale du gouvernorat Damanhur et les autres grands centres urbains du gouvernorat comme Rosette ou Idku. La moitié Sud du gouvernorat est plus désertique, elle abrite de nombreux sites historiques et vallées comme la vallée de Wadi El Natroun dans laquelle se situent de nombreux lacs salés et ou l'on trouve des gisements de natron.
Au nord le gouvernorat est bordé par la mer Méditerranée. La côte du Gouvernorat comporte plusieurs lacs, notamment salés.

## Sites Historiques

### Wadi El Natroun
Dans la vallée de Wadi El Natroun se situe plusieurs monastères coptes présents sur la liste indicative du patrimoine mondial de l'UNESCO. Quatre monastères y sont encore présents aujourd'hui : le monastère de Saint-Macaire de Scété, le Monastère Baramos (arz), le monastère des Syriens et le monastère de Saint-Bishoy. Ces monastères ont été fondés au IVe siècle par des ermites coptes. On peut y retrouver des reliques de Saint-Macaire, Saint-Jean Baptiste et du prophète Élisée qui y sont vénérés. Ces monastères ont, en plus de valeur religieuse, une valeur architecturale et historique considérable. En effet les monastères sont des exemples illustres de l'architecture copte et de nombreux manuscrits sont conservés dans les bibliothèques des monastères.

### Edfina
La ville de Edfina, au sud de Rosette, abrite un palais royal construit le khédive Ismaïl Pacha comme résidence royale privée et qui a été réaménagé en palais royal par le roi Fouad Ier.

## Économie
L'activité principale de la région est l'agriculture du Delta du Nil. Cette agriculture se fait grâce à un réseau de canaux et à un barrage dans la ville de Edfina,.
L'industrie textile s'est développée dans la région avec de grands centres industriels comme dans la ville Kafr ed-Dawwar ou Damanhur. D'autres centres industriels se sont développés dans la région dans les années 1970.
L'industrie gazière est aussi également importante pour le gouvernorat après la découverte de gaz naturel dans la baie d'Abou Qir dans les années 1970. Ainsi un terminal d'exportation de gaz naturel liquéfié est établi dans la ville de Idku dans en 2001. Ce site est particulièrement actif depuis 2021 dans l'exportation de gaz naturel.

## Administration
Comme tous les gouvernorats égyptiens, le gouvernorat de Beheira comprend deux types de subdivisions administratives : les Qism, une division administrative urbaine ; et les Markaz, qui comprennent davantage de territoires ruraux autour d'une ville.
| Division administrative | Population (Estimation de 2023) | Type   |
| ----------------------- | ------------------------------- | ------ |
| Abu El Matamir          | 603,640                         | Markaz |
| Abu Hummus              | 581,820                         | Markaz |
| El Delengat             | 400,570                         | Markaz |
| Mahmoudiyah             | 305,974                         | Markaz |
| Rahmaniya               | 176,315                         | Markaz |
| Badr                    | 208,542                         | Markaz |
| Damanhour               | 327,352                         | Qism   |
| Damanhour               | 586,244                         | Markaz |
| West Nubariyah          | 130,405                         | Qism   |
| Hosh Essa               | 339,556                         | Markaz |
| Idku                    | 257,873                         | Markaz |
| Itay El Barud           | 476,197                         | Markaz |
| Kafr El Dawwar          | 344,133                         | Qism   |
| Kafr El Dawwar          | 749,595                         | Markaz |
| Kom Hamada              | 496,752                         | Markaz |
| Rosette                 | 309,188                         | Markaz |
| Shubrakhit              | 302,429                         | Markaz |
| Wadi El Natron          | 90,576                          | Markaz |

En février 2017, Nadia Abdou est nommée gouverneure de Beheira. Il s'agit de la première femme gouverneur dans l'histoire du pays.

## Transports
Le gouvernorat est traversé par l'autoroute désertique qui lie Le Caire et Alexandrie et par la voie ferrée qui lie les deux villes. Une voie ferrée lie également Alexandrie et Rosette.
Un oléoduc liant Suez et Alexandrie passe également par le gouvernorat.